# Silene beguinotii
Silene beguinotii är en nejlikväxtart som beskrevs av F. Valsecchi. Silene beguinotii ingår i släktet glimmar, och familjen nejlikväxter. Inga underarter finns listade i Catalogue of Life.